# 25018 Valbousquet
25018 Valbousquet è un asteroide della fascia principale. Scoperto nel 1998, presenta un'orbita caratterizzata da un semiasse maggiore pari a 2,5666730 UA e da un'eccentricità di 0,1201535, inclinata di 6,77704° rispetto all'eclittica.